# Torekov
Torekov è un'area urbana della Svezia situata nel comune di Båstad, contea di Scania.
La popolazione risultante dal censimento 2010 era di 863 abitanti.